# Weisse Stadt

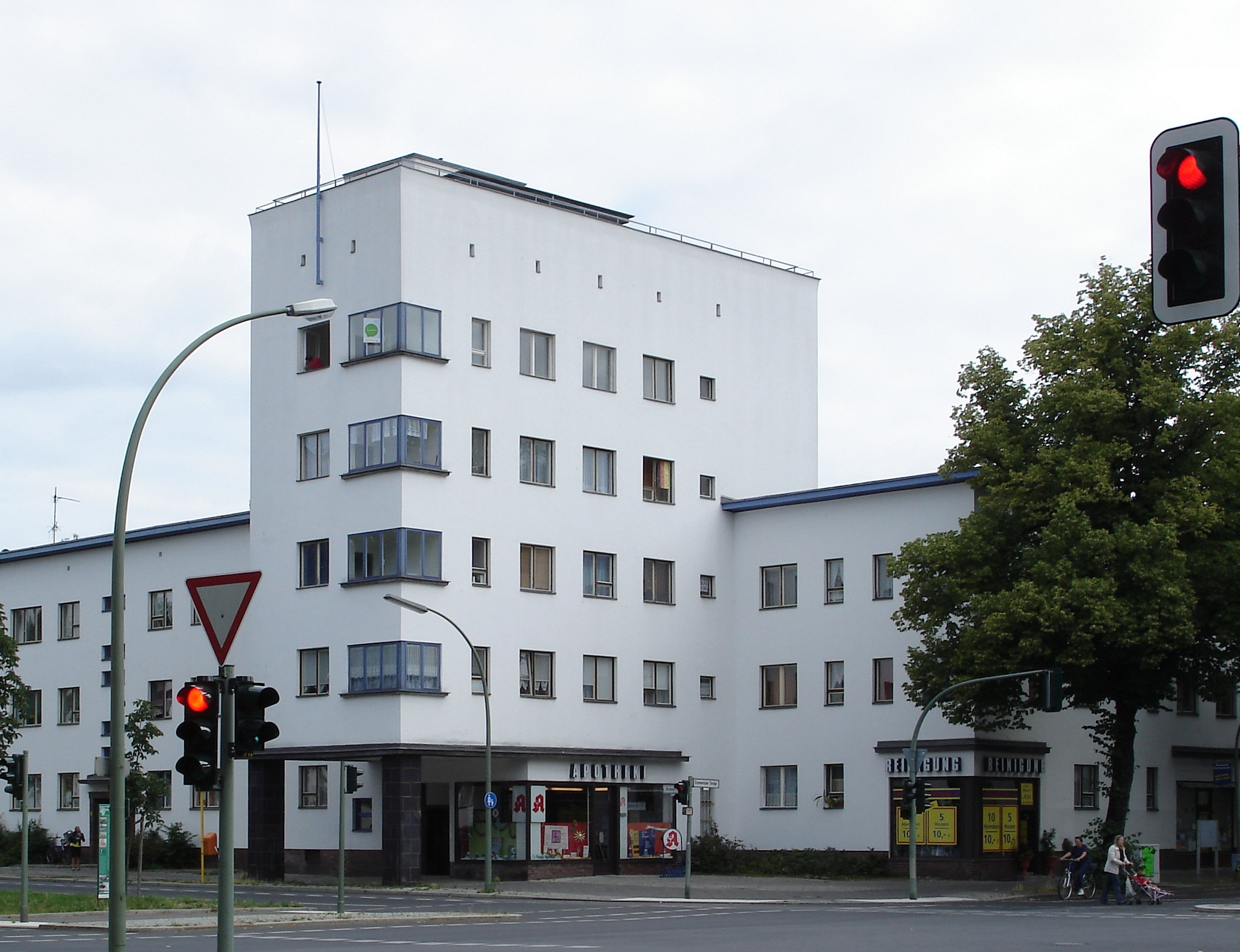

Weisse Stadt (Vita staden) även känd som Schweizer Viertel är ett bostadsområde i stadsdelen Reinickendorf i norra Berlin. Det byggdes under 1920-talet och är en av sex bostadsområden som ingår i världsarvet Berlins modernistiska bostadsområden.

## Historia
Stadsdelsområdet Reinickendorf köpte efter första världskriget stora områden för att bygga bostäder och därmed försöka lösa bostadskrisen. Planer hade funnits redan innan krigsutbrottet och gatorna anlades fram till 1914 men först 1928 började bostäderna att byggas i vad som då kallades Siedlung Schillerpromenade. På grund av de vita fasaderna fick området i folkmun namnet Weiße Stadt - den vita staden. Schweizer Viertel kallas området då gatorna är uppkallade efter orter i Schweiz. 
Området utformades under ledning av Martin Wagner, som även ansvarade för utformningen av Hufeisensiedlung, Großsiedlung Siemensstadt och Onkel-Tom-Siedlung. Medverkade arkitekter i projektet var Bruno Ahrends, Wilhelm Büning och Otto Rudolf Salvisberg som valdes ut av Wagner. För utformningen av grönområdena svarade Ludwig Lesser som var en pionjär inom den moderna trädgårdsarkitekturen. Området utformades efter modernistiska ideal och inordnas arkitekturstilen die neue Sachlichkeit. Här fanns gemensamma tvättstugor, dagis, läkarmottagning, apotek och plats för 24 butiker.

Bilder
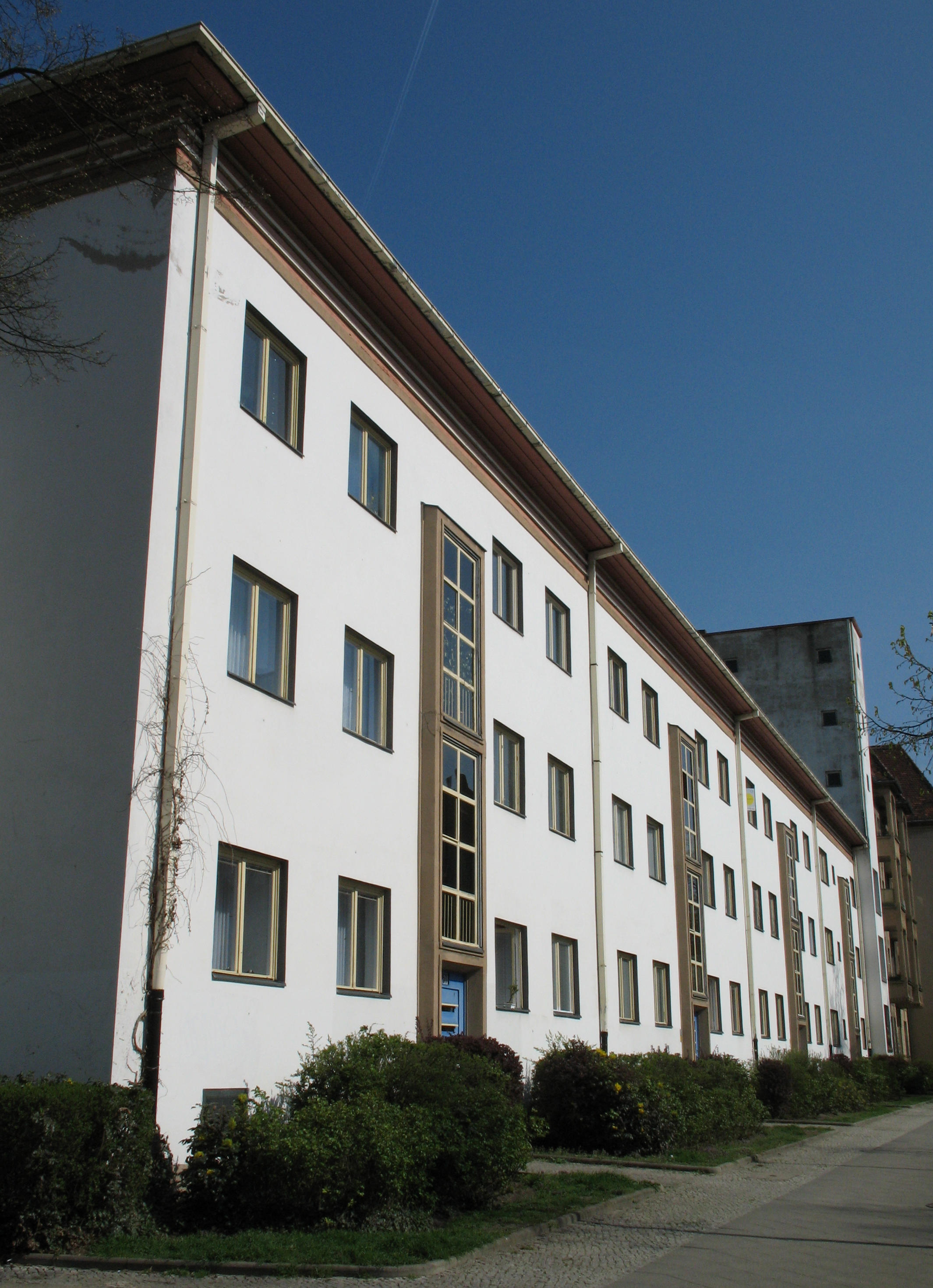
Emmentaler Strasse 51 Wilhelm Büning
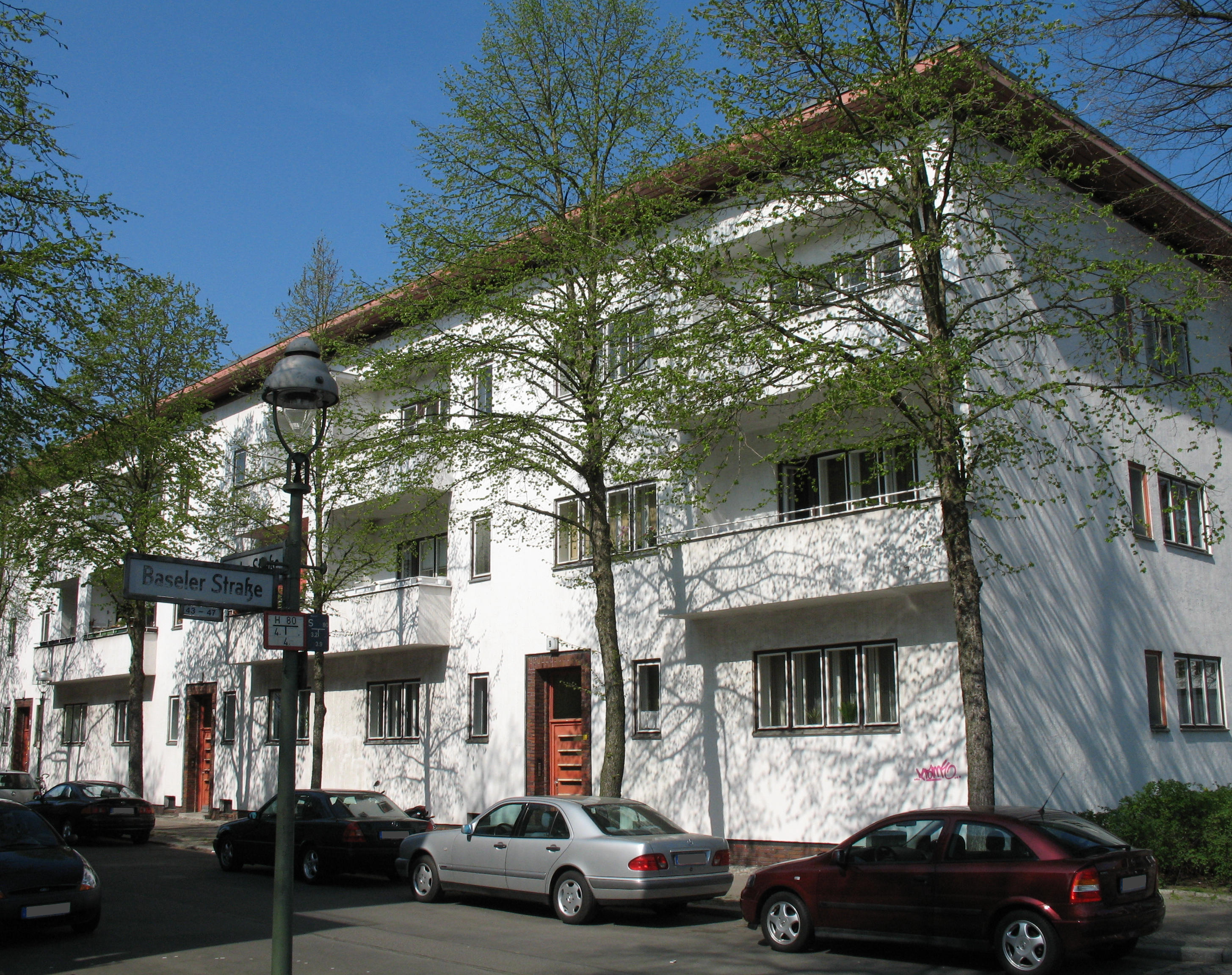
Bieler Strasse 9 Wilhelm Büning
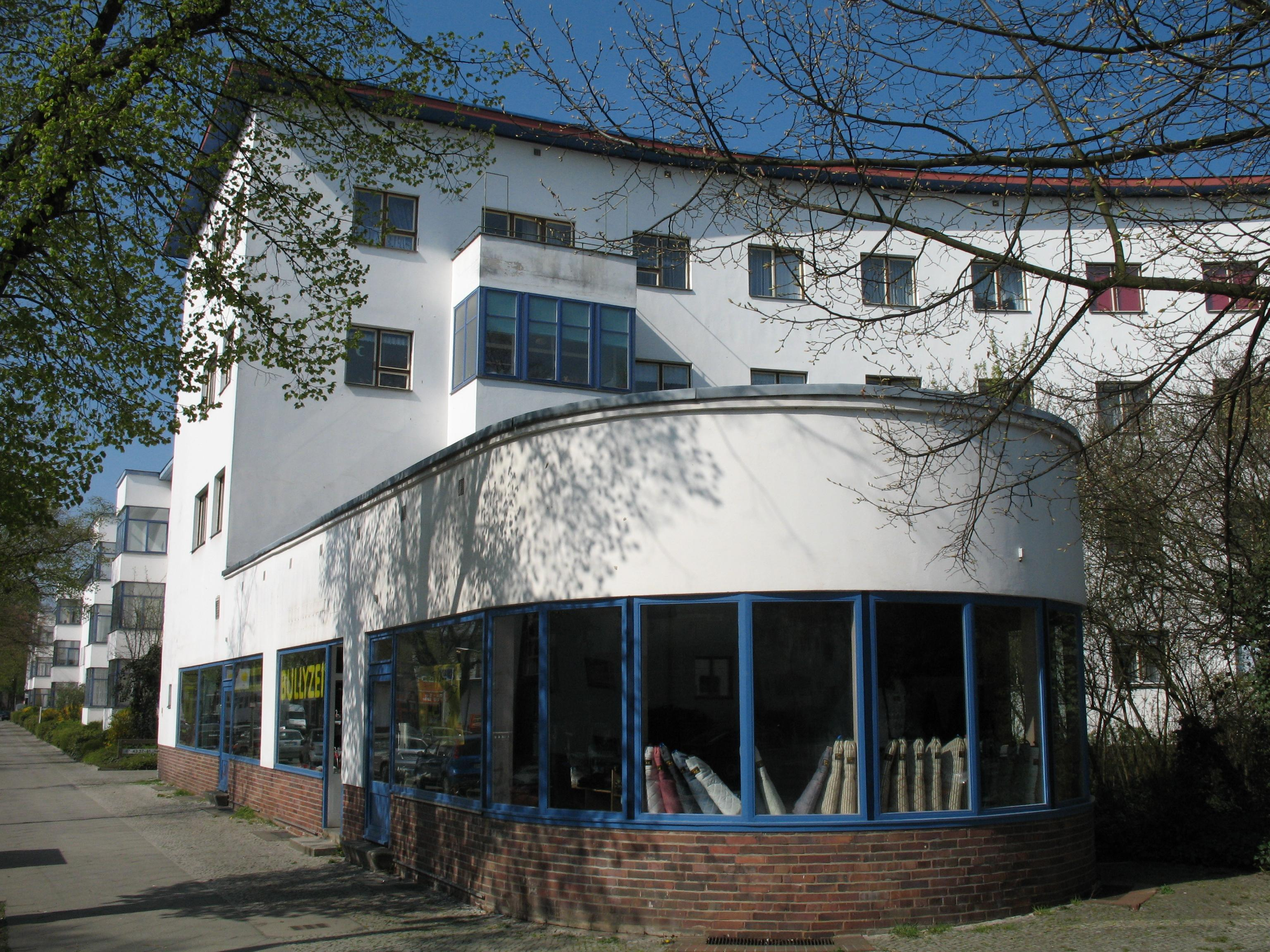
Emmentaler Strasse 43 Bruno Ahrends
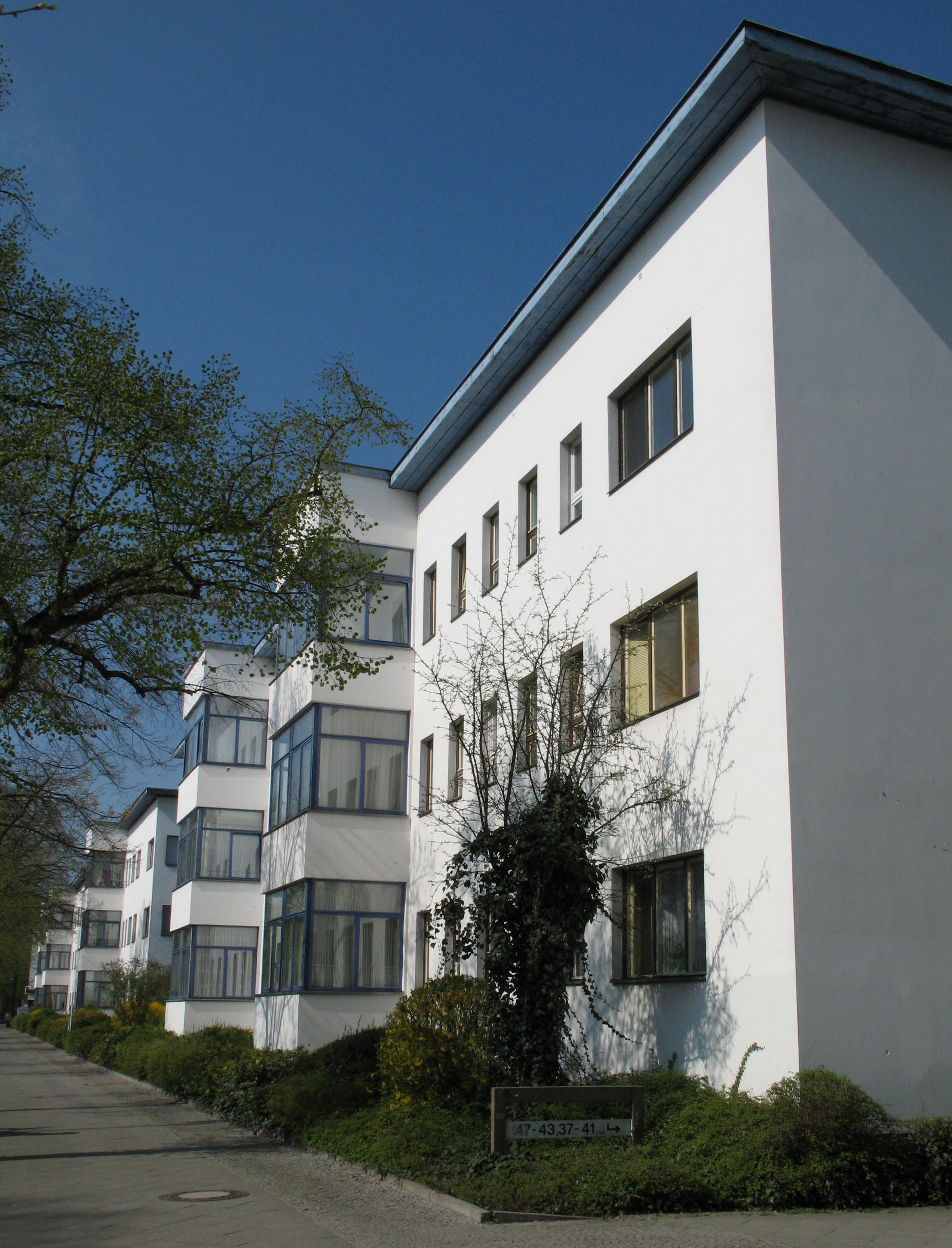
Emmentaler Strasse 41 Bruno Ahrends
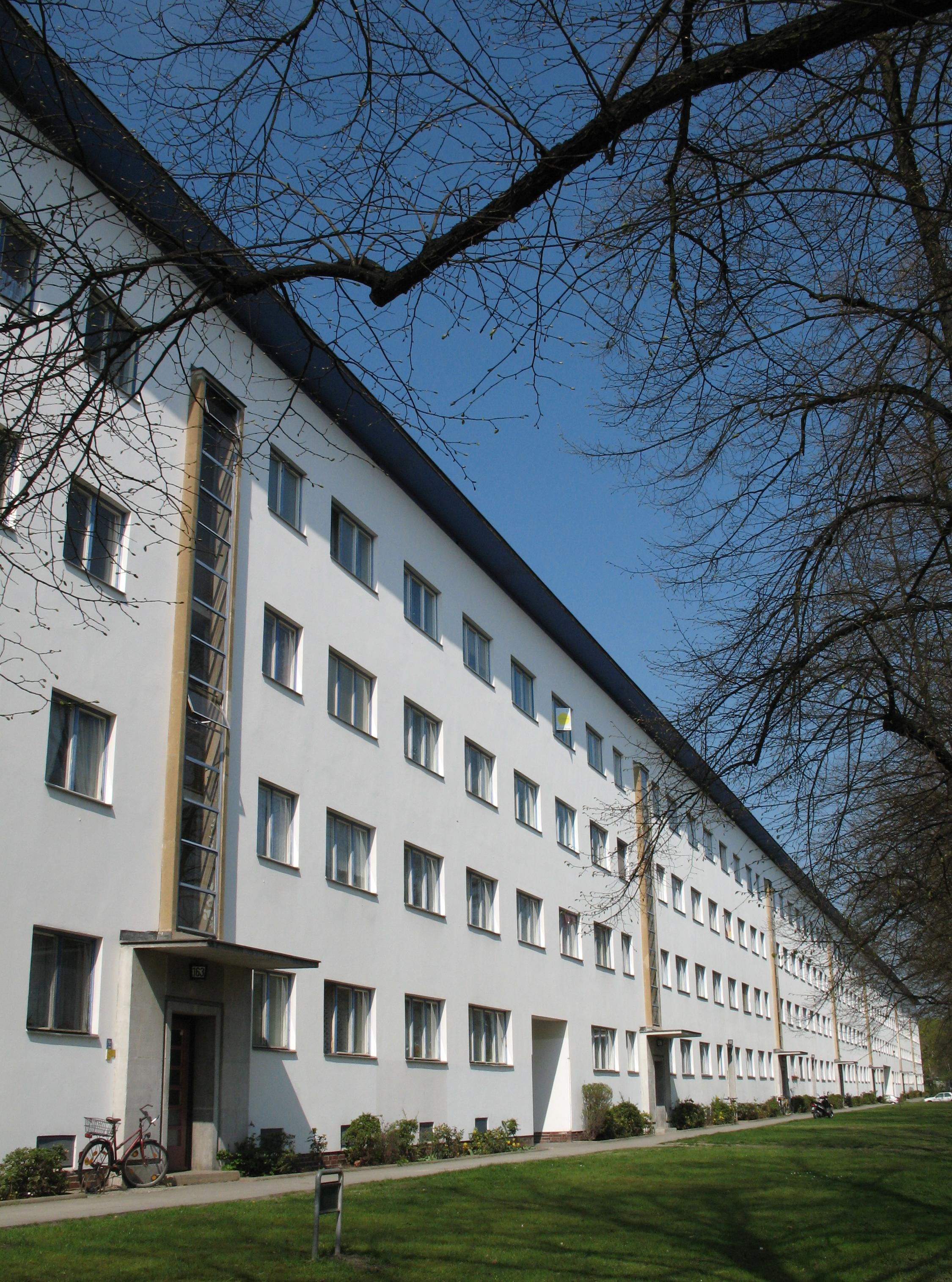
Aroser Allee 163 Otto Rudolf Salvisberg
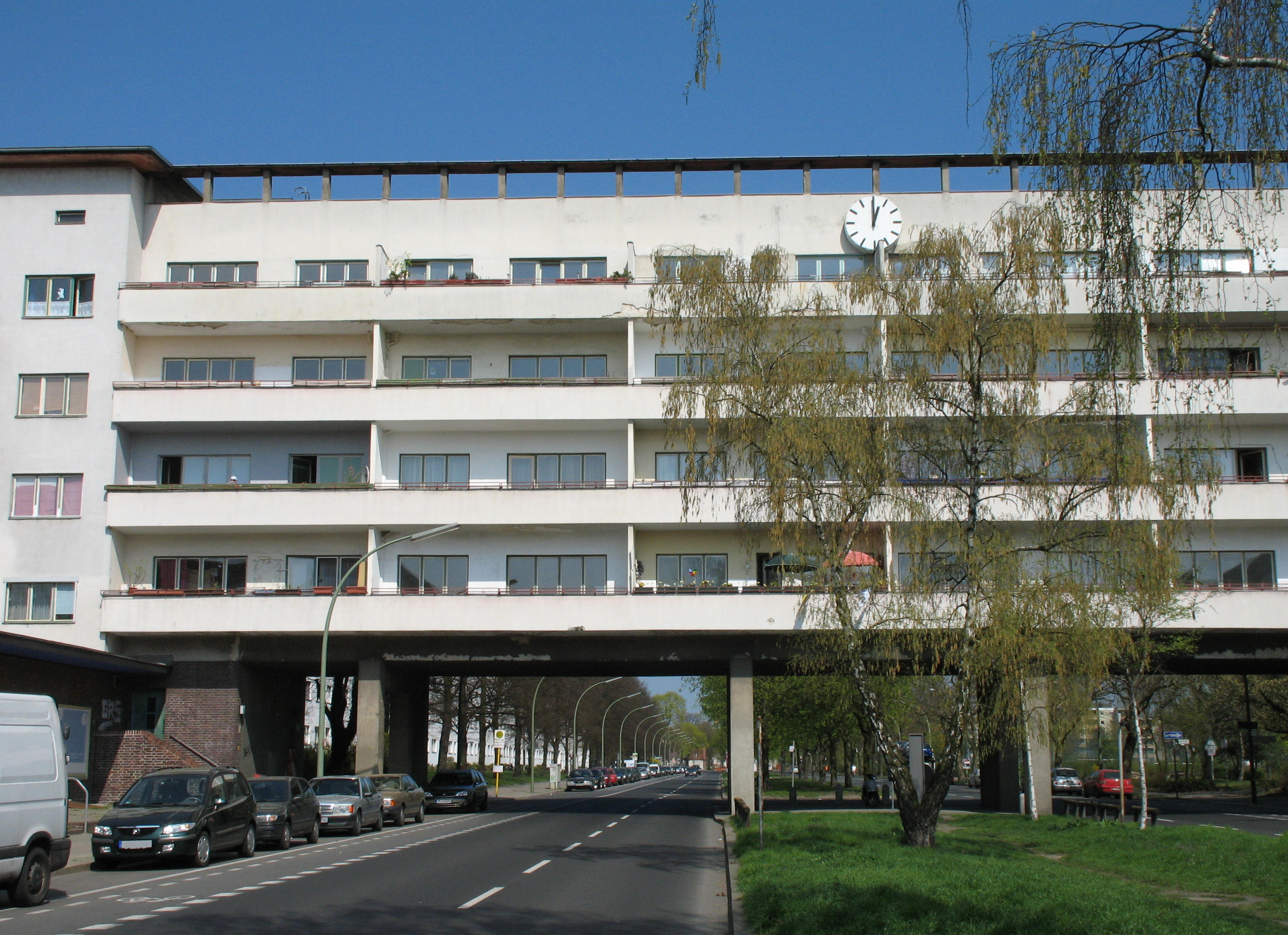
Laubenganghaus Otto Rudolf Salvisberg
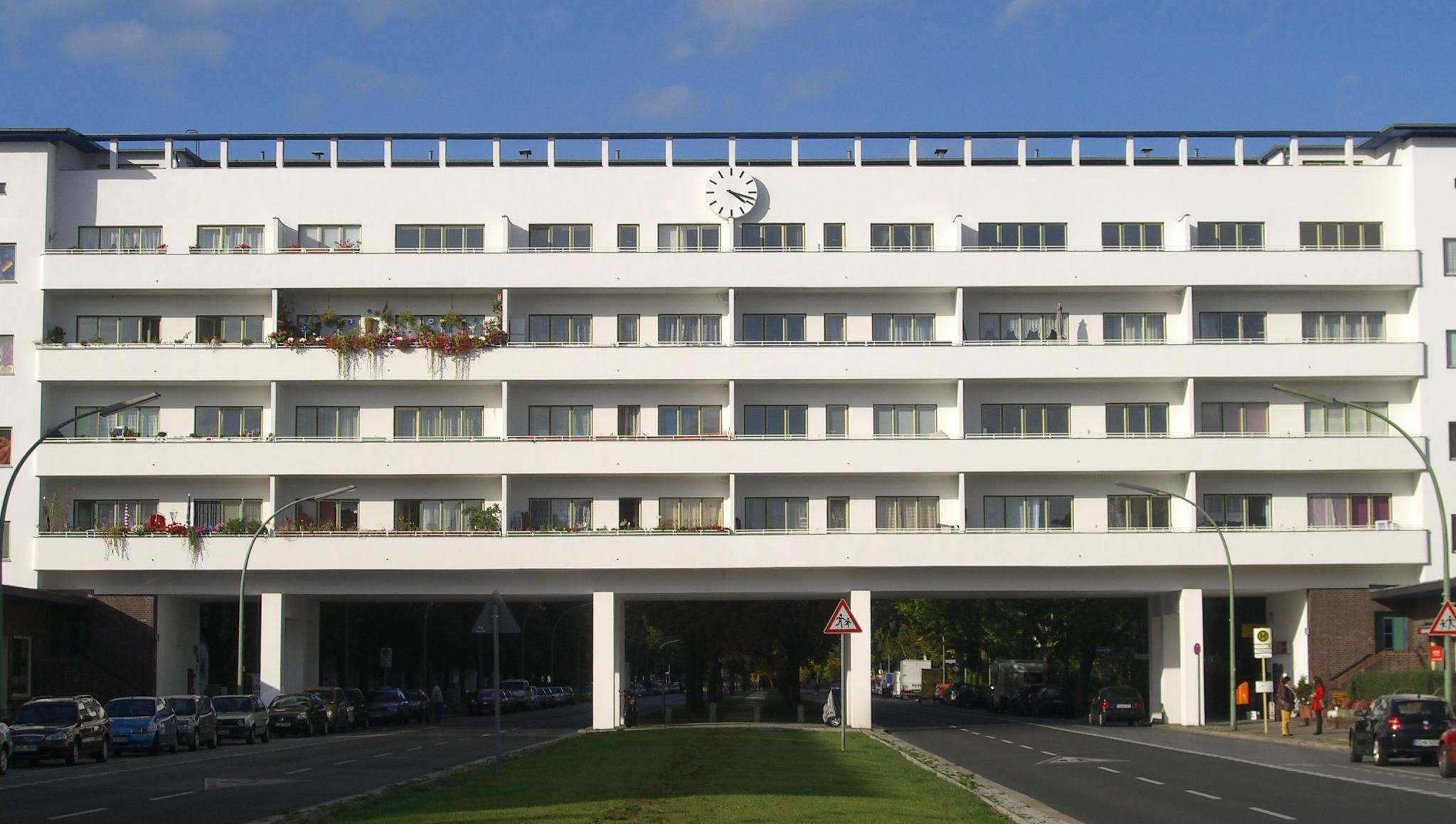
Laubenganghaus Otto Rudolf Salvisberg